# Амендинген

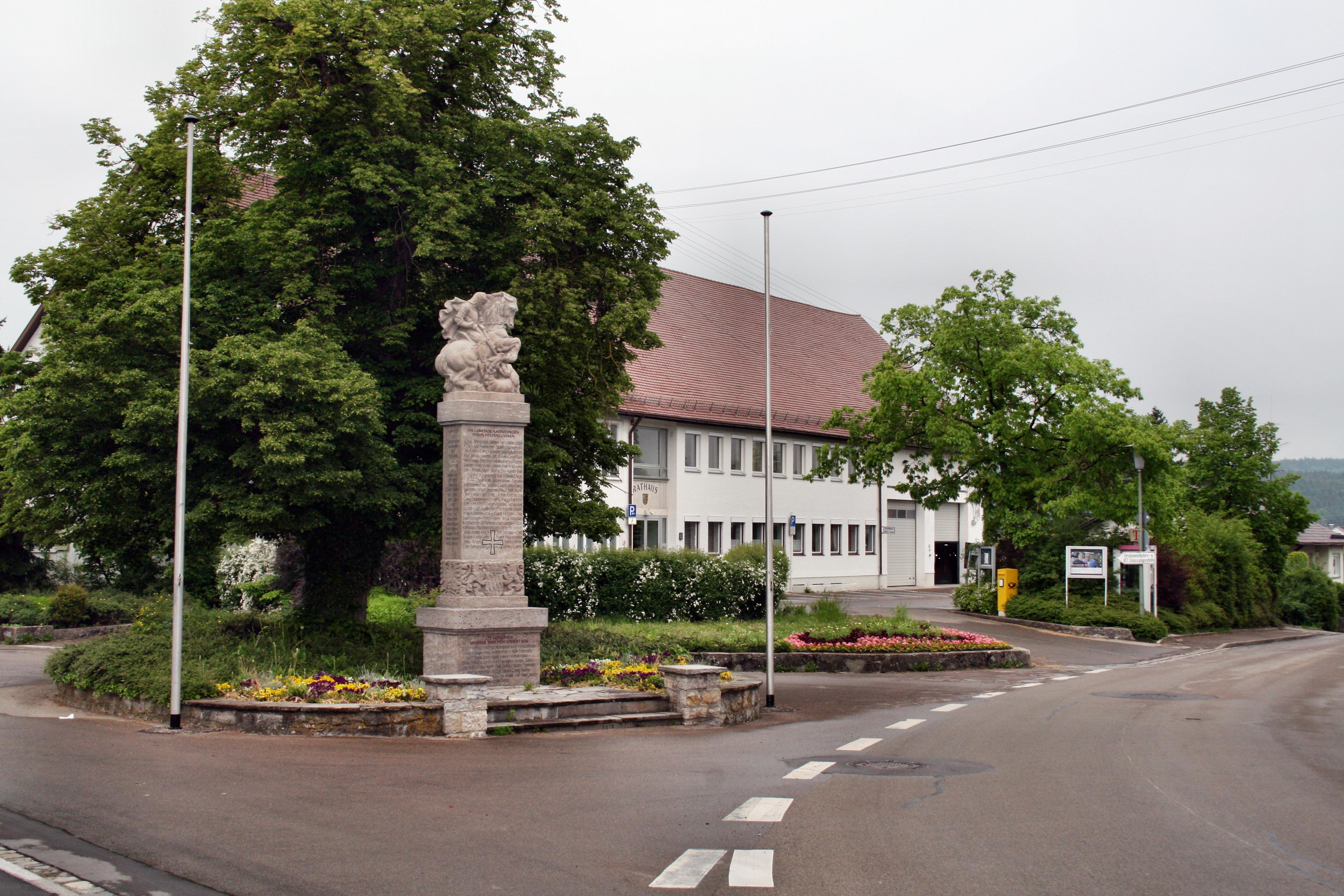
Военный мемориал Amendinger на фоне бывшей ратуши

Амендинген (нем. Amendingen, шваб. Aumadenga) — район и приходская деревня независимого города Мемминген в Баварии.
Амендинген был независимым муниципалитетом с 1805 года до его включения в состав Меммингена в 1972 году. С населением более 3700 человек, Амендинген является самым большим районом после главного города Мемминген.
Население на 31 декабря 2018 года — 3714 человек. Плотность населения:
523 жителей/км².

## История
Первое поселение возникло ещё в 233 году. Впервые деревня была задокументирована в 1180 году и до 1455 года находилась под властью рыцарей Айзенбурга. С 1475 года деревня начала дробиться между различными владениями и монастырями. В 1803 году в соответствии с заключительным постановлением Имперской депутации (нем. Reichsdeputationshauptschluss) был создан современный приход.

## Население
| 16. Jahrhundert | 600*  |
| 1600-1650       | 150*  |
| 1650-1700       | 300*  |
| 18. Jahrhundert | 600*  |
| 19. Jahrhundert | 700*  |
| 1935            | 679   |
| 1946            | 1300* |
| 12/1953         | 1280  |
| 12/1964         | 1650  |
| 06/1966         | 1844  |
| 01/2006         | 3623  |
| 12/2006         | 3699  |
| 12/2007         | 3711  |
| 12/2008         | 3740  |
| 12/2009         | 3739  |
| 12/2013         | 3712  |
| 12/2018         | 3714  |